# جون جودوين
جون جودوين (بالإنجليزية: John Godwin) هو لاعب كرة قاعدة أمريكي، ولد في 10 مارس 1877 في إيست ليفربول في الولايات المتحدة، وتوفي بنفس المكان في 5 مايو 1956.

## وصلات خارجية
- جون جودوين على موقعبيزبول رفرنس.كوم (الدوري الرئيسي) (الإنجليزية)
- جون جودوين على موقعبيزبول رفرنس.كوم (الدوري الثانوي) (الإنجليزية)
- جون جودوين على موقع جمعية أبحاث البيسبول الأمريكية (الإنجليزية)